# Byasa rhadinus
Byasa rhadinus es una especie de mariposas de la familia de los papiliónidos presente en China.
Originalmente recibió el nombre Papilio mencius (Felder, 1862) subsp. rhadinus (Jordan, 1928) y fue considerada  conespecífica con Atrophaneura mencius hasta que Chou (1994) la reclasificó como especie separada.